# Miomantis caffra
Miomantis caffra is een insect uit de orde bidsprinkhanen (Mantodea) en behoort tot het geslacht Miomantis.
De soort is afkomstig uit Zuid-Afrika. Men ontdekte in 1978 dat het zich heeft verspreid naar Nieuw-Zeeland en is in recente jaren tevens gevonden in delen van Portugal.
De eitjes van de Miomantis caffra zijn 12 tot 30 mm lang en bevatten een bijzonder harde schil.